# Poterie des Chals
La poterie des Chals est une fabrique de poterie construite en 1843 par Denis Martinet dans la commune française de Roussillon, dans le département de l'Isère. Elle est labellisée Patrimoine en Isère.